# 1535
Évszázadok: 15. század – 16. század – 17. század
Évtizedek: 1480-as évek – 1490-es évek – 1500-as évek – 1510-es évek – 1520-as évek – 1530-as évek – 1540-es évek – 1550-es évek – 1560-as évek – 1570-es évek – 1580-as évek
Évek: 1530 – 1531 – 1532 – 1533 –  1534 – 1535 – 1536 – 1537 – 1538 – 1539 – 1540

## Események
- január 18. – Francisco Pizarro megalapítja Lima városát
- november vége – Ferdinánd-párti országgyűlés kezdődik Pozsonyban.

## Születések
- február 11. – XIV. Gergely pápa († 1591)[1]
- február 22. – Bornemisza Péter író, protestáns prédikátor († 1584)
- június 2. ‑ XI. Leó pápa († 1605)[2]

## Halálozások
- július 6. – Morus Tamás angol jogász, író, költő, államférfi[3] (* 1478)